# 3 Front Białoruski
3 Front Białoruski (ros. 3-й Белорусский фронт) – związek operacyjno-strategiczny Armii Czerwonej o kompetencjach administracyjnych i operacyjnych na zachodnim terytorium ZSRR, działający podczas wojny z Niemcami w czasie II wojny światowej.
Został utworzony 24 (19?) kwietnia 1944, na bazie frontu zachodniego. Rozformowany 9 maja 1945. Na bazie frontu utworzono Baranowicki Okręg Wojskowy ZSRR. Jeden z frontów w walkach z Wehrmachtem w II wojnie światowej.

## Przebieg działań
Rozwinął się na linii: Witebsk, Krasnoje, Bajewo przeciw 3 Armii Pancernej Grupy Armii „Środek”.
Wojska frontu wzięły udział od 23 czerwca – 31 lipca 1944 razem z 1 Frontem Nadbałtyckim, 1 i 2 Frontami Białoruskimi w operacji Bagration w wyniku której wyzwolił Witebsk i Orszę. Nacierał następnie w kierunku na Mołodeczno, Wilno, Suwałki wziął udział w operacji wileńskiej wychodząc na wschodnią granicę Prus Wschodnich. W styczniu 1945 wraz z 2 Frontem Białoruskim wziął udział w operacjach: kowieńskiej, kłajpedzkiej i wschodniopruskiej. Rozbił grupę Armii Środek na trzy izolowane zgrupowania, które w marcu – kwietniu 1945 zlikwidował (13–16 marca w rejonie Braniewa, 6–9 kwietnia w rejonie Królewca, 13–25 kwietnia na Półwyspie Sambijskim). Zasadnicza część sił przeszła do odwodu Stawki Najwyższego Naczelnego Dowództwa.

## Dowództwo Frontu
Dowódcy:
- gen. armii Iwan Czerniachowski (24.04.1944 – 18.02.1945)
- marszałek Aleksandr Wasilewski (20.02.1945 – 26.04.1945)
- gen. Iwan Bagramian (od 26.04.1945 do rozformowania)

Członkowie Rady Wojennej:
- gen. por. Wasilij Makarow (24.04.1944 - 15.08.1945)

Szefowie sztanu:
- gen. por. Aleksandr Pokrowski (24.04.1944 - 23.08.1944)[1]

## Struktura organizacyjna
Początkowo front składał się z:
- 5 Armia
- 31 Armia
- 39 Armia
- 11 Gwardyjska Armia
- 5 Gwardyjska Armia Pancerna
- 1 Armia Lotnicza
- 2 Gwardyjski Korpus Pancerny
- 6 Korpus Zmechanizowany

W późniejszym okresie w skład frontu wchodziły:
- 3 Armia
- 21 Armia
- 28 Armia
- 3 Gwardyjski Korpus Armijny – gen. mjr P. Aleksandrow
- 20 Korpus Armijny
- 128 Korpus Strzelecki – gen. mjr Paweł Baticki
- 33 Armia
- 43 Armia
- 48 Armia
- 50 Armia
- 2 Gwardyjska Armia
- 11 Gwardyjska Armia
- 5 Gwardyjska Armia Pancerna
- 3 Armia Lotnicza
- 2 Gwardyjski Korpus Pancerny[3]
- 5 Samodzielny Korpus Artylerii Przełamania – gen. por. art. F. Saliczko i gen. mjr art. L. Aleksiejew